# Йоан Зонара
Йоан Зонара (на гръцки: Ιωάννης Ζωναράς; на византийски гръцки: Ἰωάννης Ζωναρᾶς) е византийски хронист и теолог, живял приблизително от края на XI до средата на XII в.

## Биография
Йоан Зонара е роден в края на XI век. Първоначално той изпълнява различни светски длъжности (друнгарий на виглата, протоасикрит). Но впоследствие се замонашва в манастира „Св. Гликерия“, разположен на едноименен остров в Мраморно море. Умира в средата на XII век.

## Творчество
Най-важният му труд е Всемирна история (на гръцки: Επιτομή Ιστορίων), която обхваща събитията от „сътворението на света“ до смъртта на Алексий I Комнин (1118 година) и е в 18 тома. Написана е въз основа на значителен брой извори, като са използвани съчиненията на редица римски и византийски писатели.
За българската история Зонара пише основно за събитията през X-XI век. Разглежда подробно борбата на българската държава с Византия по време на царуването на Самуил, както и въстанията на българите за отхвърляне на византийската власт. Като основен източник за тези събития използва творбите на Скилица-Кедрин, Михаил Псел и на Михаил Аталиат.
Историята на Зонара е преведена на църковнославянски вероятно към средата на 14 в. От запазените ръкописи най-старият е от първата половина на 15-и в. Всички са сръбска редакция, но със следи на българска подложка, което подсказва, че е възможно първоначалният превод да е направен в български книжовен център. Откъси от историята, отнасящи се до събития от края на 10-и и началото на 11 век, вкл. и падането на Самуилова България под византийска власт, са преведени вторично и прикачени към славянския текст на Хрониката на Симеон Логотет, запазен в един-единствен молдовски ръкопис от 17 век, но възхождащ най-вероятно към търновски оригинал от късния 14 в.